# Tréveris

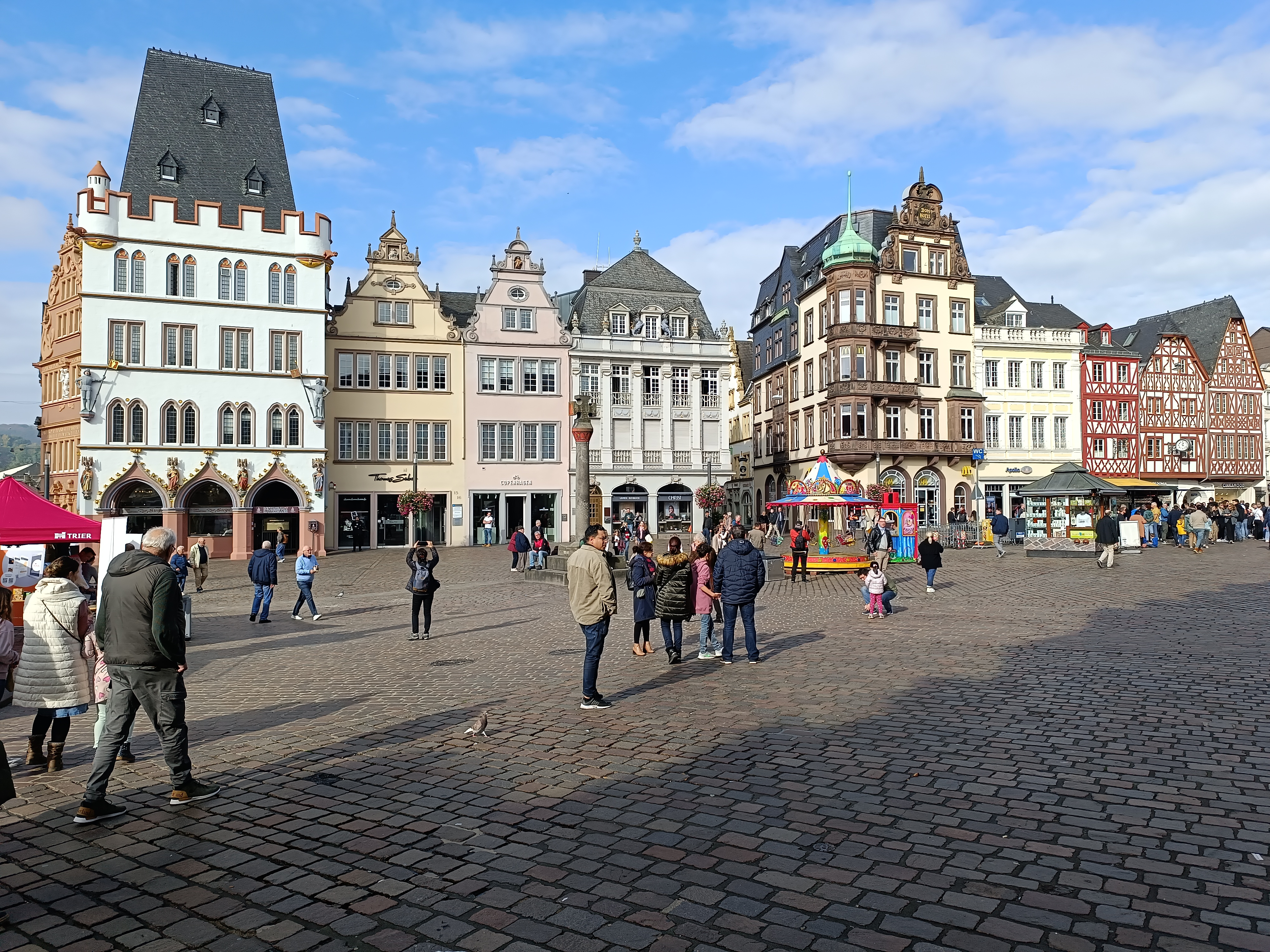
Hauptmarkt (plaza del mercado).

Tréveris (en alemán: Trier, pronunciación: /tʁiːɐ̯/ⓘ) es una ciudad alemana del estado de Renania-Palatinado, ubicada en la ribera derecha del río Mosela, cerca de la frontera con Luxemburgo. Tiene 100 000 habitantes aproximadamente.
Fundada como Augusta Treverorum hacia el 16 a. C., es una de las dos ciudades más antiguas del país junto con Augsburgo y conserva diversas construcciones de la Antigua Roma. En 1986, la Unesco declaró Patrimonio de la Humanidad el conjunto de «monumentos romanos, la catedral de San Pedro y la iglesia de Nuestra Señora en Tréveris».
La ciudad es la sede de la Universidad de Tréveris y la Universidad de Ciencias Aplicadas de Tréveris, la administración del Distrito de Tréveris-Saarburg, la administración del municipio de Trier-Land, la dirección de supervisión y servicio, varios departamentos de la Oficina de Investigación del Estado (LUA), un Departamento de la Oficina Estatal de Asuntos Sociales, Juventud y Cuidado Renania-Palatinado y de la diócesis católica de Tréveris, y la Iglesia Evangélica de Trier.

## Geografía
Trier se encuentra en el medio de una extensión del valle del río Mosela con la parte principal en su orilla derecha. Laderas boscosas, en parte cubiertas de viñedos, se elevan a las mesetas del Hunsrück en el sureste y el Eifel en el noroeste. La frontera con el Gran Ducado de Luxemburgo (Wasserbillig) está a unos 15 km del centro de la ciudad. Las principales ciudades más cercanas son Saarbrücken, a unos 80 kilómetros al sureste, Coblenza, a unos 100 kilómetros al noreste, y la ciudad de Luxemburgo, a unos 50 kilómetros al oeste de Trier.
Dista unos 9 km de Luxemburgo, 35 km de Francia y 50 km de Bélgica.
El nombre en alemán es Trier, en español Tréveris y en francés Trèves. Véanse los nombres en otros idiomas.

## Historia

### Edad Antigua
Oficialmente, fue fundada en el año 16 a. C. por Augusto bajo el nombre de Augusta Treverorum. No obstante, existe un mito según el cual fue fundada unos 1300 años antes de la creación de Roma por Trebeta, hijo del rey asirio Ninus. Los primeros rastros de asentamiento humano en la zona de la ciudad muestran evidencias de cerámica de bandas que se remontan al período neolítico temprano. Desde los últimos siglos precristianos, miembros de la tribu celta de los tréveros se asentaron en la zona del Tréveris actual. Los romanos bajo Julio César subyugaron a los tréveros por vez primera en 58-50 a. C.
No más tarde del año 16 a. C., al pie del Petrisberg, sobre el que se había establecido un campamento romano en el año 30 a. C., y abandonado de nuevo unos pocos meses después, los romanos fundaron la ciudad de Augusta Treverorum («[Ciudad] de Augusto en [la tierra de] los tréveros»). Tras la reorganización de las provincias romanas en Germania en el año 16 a. C., el emperador Augusto decidió que la ciudad debía convertirse en la capital de la provincia de la Galia Bélgica.
Conocida como «la segunda Roma» por la importancia política que llegó a alcanzar en el Bajo Imperio, los vestigios romanos son muy abundantes: la Porta Nigra, el Aula Palatina (más conocida actualmente como Basílica Imperial), las termas imperiales, las termas del foro, las termas de Santa Bárbara, el anfiteatro y el puente romano son sus monumentos romanos más conocidos. Allí fijó su corte Constantino I tras ser nombrado augusto en Eboracum.
El dominio de los romanos en Tréveris duró hasta el siglo V.

### Edad Media
Después del período de las grandes migraciones por los germanos, y gracias a la amplia presencia de la jerarquía de la Iglesia romana y a la herencia de la romanización, Tréveris se convirtió en un enclave lingüístico latino. Mientras en las zonas rurales y demás ciudades de la zona, las lenguas germánicas se impusieron rápidamente en exclusividad, en Tréveris el latín sobrevivió como lengua mayoritaria, de la población de la ciudad, durante algunos siglos de la Alta Edad Media.
Desde los siglos XII y XIII, el arzobispo de Tréveris era uno de los príncipes electores del Sacro Imperio Romano Germánico. La influencia de la ciudad en esa época se puede apreciar hoy en las edificaciones religiosas góticas.

### Edad Moderna
Durante la Guerra de los Treinta Años, Tréveris fue conquistada en varias ocasiones, por los españoles en 1630-1632 y de nuevo en (1635-1645) y por los franceses en (1632-1635) y el 18 de noviembre de 1645 bajo las órdenes de Enrique de la Tour d'Auvergne-Bouillon. La ocupación por las tropas de España de la ciudad en marzo de 1635, supuso la guerra abierta con Francia. En la guerra entre el rey Luis XIV de Francia y las Provincias Unidas de los Países Bajos, el elector de Tréveris, Karl Kaspar von der Leyen, intentó sin éxito permanecer neutral. Después de un mes de asedio, las tropas francesas tomaron la ciudad el 8 de septiembre de 1673, y allí permanecieron hasta que la ciudad fue liberada en agosto de 1675.
Fue ocupada nuevamente por los franceses en 1684, 1688, 1702-1704, 1705-1714. Durante la guerra de las Reuniones, la de los Nueve Años y la guerra de Sucesión española.

### Edad Contemporánea
Durante las guerras revolucionarias francesas, Tréveris fue ocupada por tropas del país vecino en 1794, siendo anexionada por Francia en 1801, convirtiéndose en capital del departamento francés de Sarre. La ciudad pasó a formar parte del Primer Imperio francés de Napoleón Bonaparte a partir de 1804, pero tras la guerra de la Sexta Coalición la ciudad fue tomada por Prusia el 6 de enero de 1814. La ciudad se convirtió en la cabecera de un distrito en el extremo más remoto de la provincia renana, muy distante del centro del poder prusiano en Berlín.

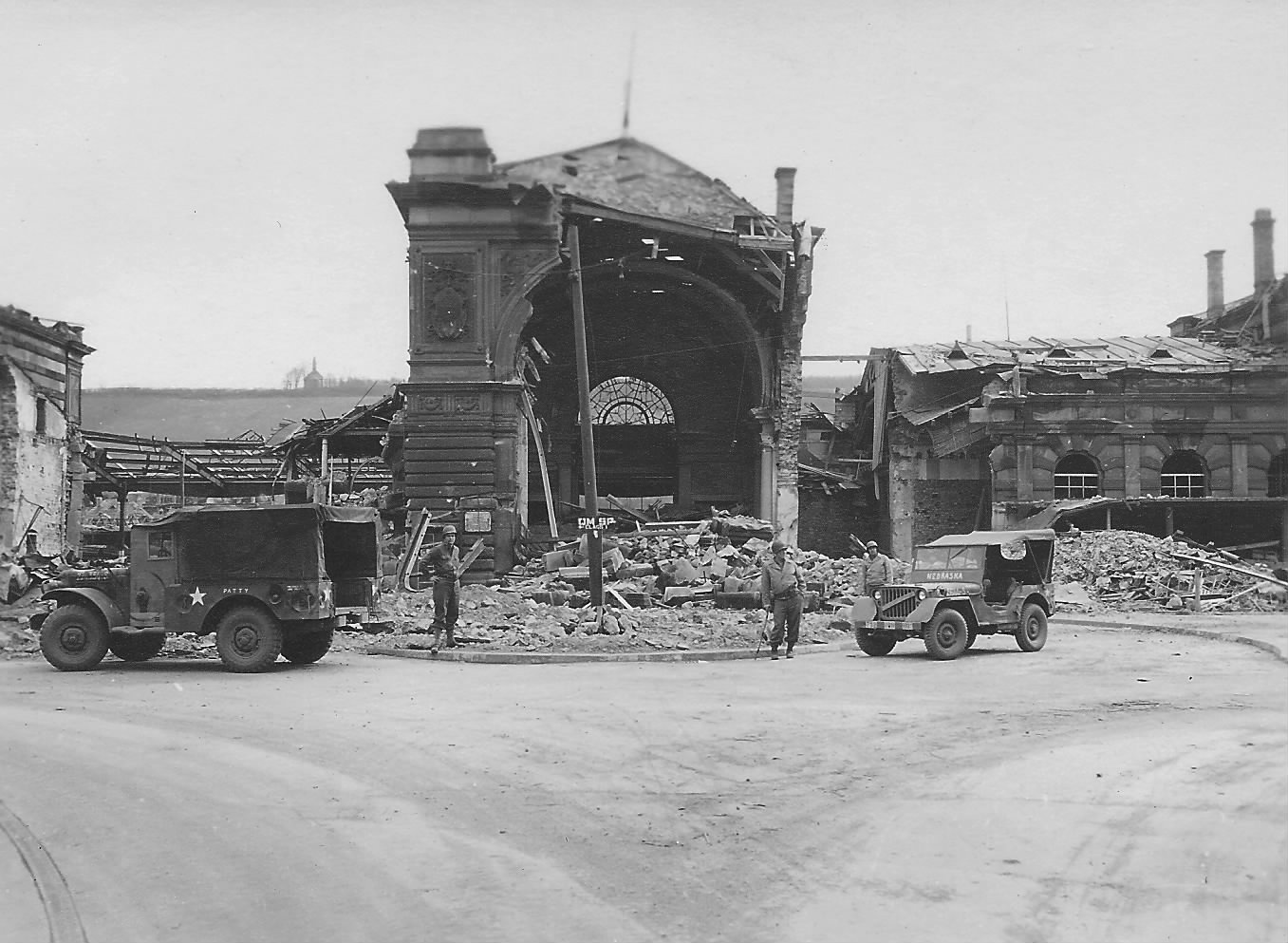
La estación de Tréveris en 1945.

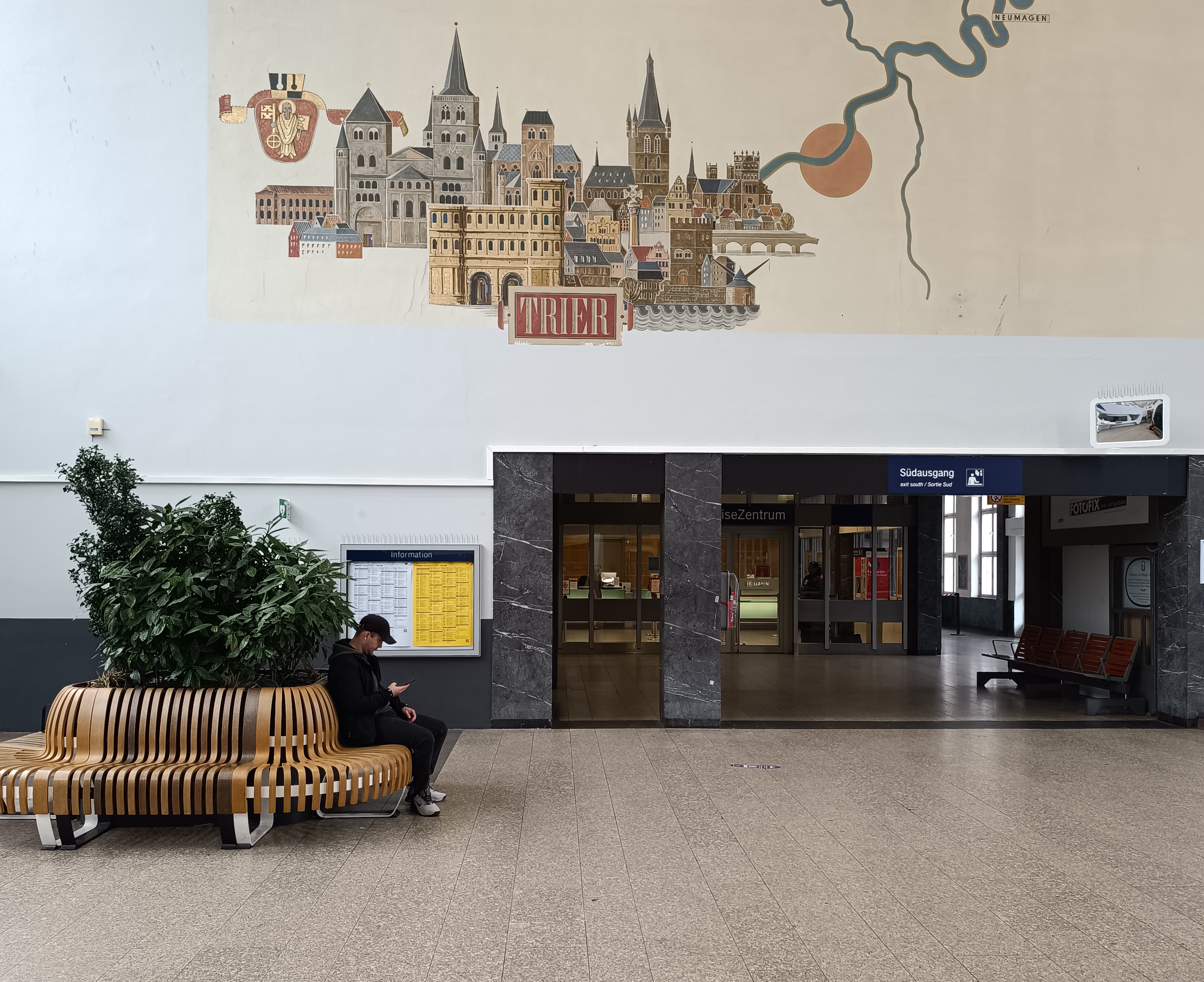
Interior de la estación ferroviaria.

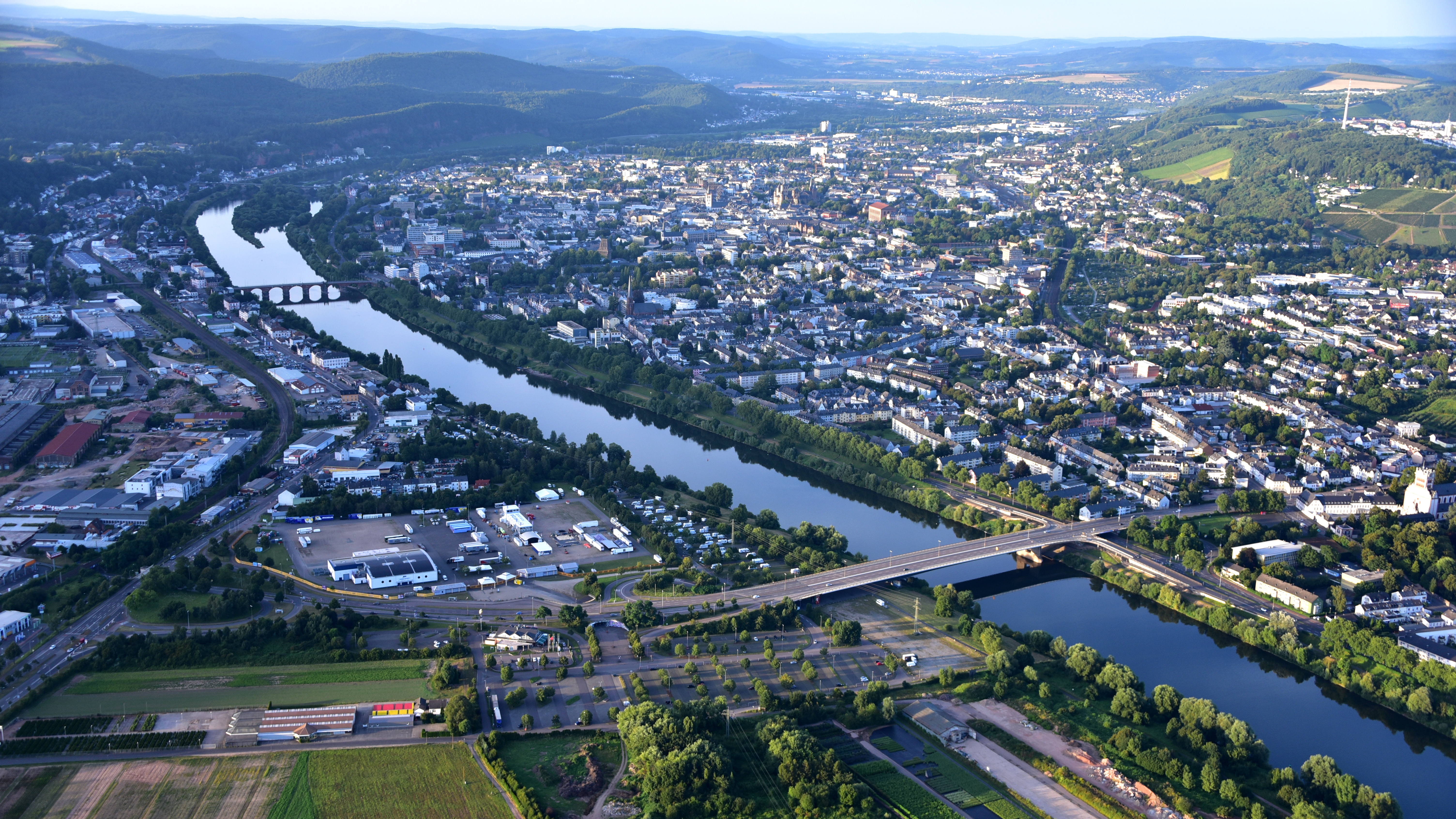
Tréveris (vista aérea) 2016.

Después de la Primera Guerra Mundial, las tropas prusianas se retiraron de Tréveris en 1918. Fueron reemplazados por la ocupación francesa, que duró hasta 1930.
En diciembre de 1944, durante la Segunda Guerra Mundial, Tréveris fue alcanzada por tres ataques aéreos de los Aliados, perpetrados por 30 bombarderos británicos de la Royal Air Force que arrojaron 136 toneladas de artefactos explosivos sobre la ciudad. Dos días después, 94 bombarderos Lancaster y 47 bombarderos estadounidenses lanzaron 427 toneladas de bombas (bombas explosivas, incendiarias y de napalm). El 23 de diciembre, se arrojaron 700 toneladas de bombas sobre la ciudad. Al menos 420 personas murieron en estos ataques y numerosos edificios fueron dañados. Durante la guerra, 1600 casas fueron completamente destruidas. El 2 de marzo de 1945, la ciudad cayó en manos de los aliados sin intensos combates.
La antigua estación ferroviaria fue destruida. El edificio de la actual estación se construyó entre los años 1950 y 1953.
Del 24 al 27 de mayo de 1984, Tréveris celebró oficialmente el 2000 aniversario de la ciudad. En 1986, los monumentos romanos, la catedral y la Iglesia de Nuestra Señora de Trier fueron declarados Patrimonio de la Humanidad por la Unesco. Durante los trabajos de construcción de un aparcamiento subterráneo en octubre de 1988, se descubrieron restos de unas termas romanas en el mercado de ganado. El observatorio Tréveris se inauguró oficialmente el 5 de noviembre. El 9 de septiembre de 1993, durante los trabajos de excavación de otro aparcamiento subterráneo cerca del Puente Romano, se encontró un tesoro con 2558 monedas de oro romanas. Está valorado en 2,5 millones de euros.

## Política
| Nr. | Distrito local   | Área en ha | Pob. 2015 |
| --- | ---------------- | ---------- | --------- |
| 11  | Mitte/Gartenfeld | 297,8      | 12 213    |
| 12  | Nord             | 376,9      | 16 161    |
| 13  | Süd              | 172,2      | 9226      |
| 21  | Ehrang/Quint     | 2.613,4    | 8973      |
| 22  | Pfalzel          | 235,0      | 3504      |
| 23  | Biewer           | 518,6      | 1829      |
| 24  | Ruwer/Eitelsbach | 916,7      | 2922      |
| 31  | West/Pallien     | 848,8      | 7077      |
| 32  | Euren            | 1.318,9    | 4246      |
| 33  | Zewen            | 749,6      | 3508      |
| 41  | Olewig           | 310,0      | 3120      |
| 42  | Kürenz           | 582,5      | 9867      |
| 43  | Tarforst         | 418,4      | 6498      |
| 44  | Filsch           | 160,1      | 928       |
| 45  | Irsch            | 408,2      | 2258      |
| 46  | Kernscheid       | 376,8      | 933       |
| 51  | Feyen/Weismark   | 509,5      | 6043      |
| 52  | Heiligkreuz      | 203,6      | 6696      |
| 53  | Mariahof         | 704,0      | 3001      |
|     | Tréveris         | 11.721,0   | 109 003   |

Después de la Segunda Guerra Mundial, se nombró por primera vez un alcalde, que fue elegido por el ayuntamiento en 1946. Inicialmente fue voluntario, pero ha estado trabajando a tiempo completo nuevamente desde 1949.
El exdiputado Ulrich Holkenbrink se postuló por la Unión Demócrata Cristiana de Alemania (CDU) en las elecciones para el alcalde del 24 de septiembre de 2006, pero perdió ante el candidato opositor Klaus Jensen, apoyado por el Partido Socialdemócrata de Alemania (SPD) y Alianza 90/Los Verdes, que es miembro del SPD pero se postuló como candidato independiente. Holkenbrink logró el 33.1% de los votos válidos, Jensen 66.9%. La participación fue del 43.2%. Wolfram Leibe (SPD) fue elegido para suceder a Jensen el 12 de octubre de 2014 con el 50,2% de los votos. Asumió el cargo el 1 de abril de 2015.

## Demografía
A principios del siglo IV, Tréveris, con aproximadamente 80 000 habitantes, era la ciudad más poblada al norte de los Alpes. En la Edad Media y hasta el comienzo de los tiempos modernos, la población se redujo a solo 2677 en 1697 debido a las numerosas guerras, epidemias y hambrunas. En el siglo XVIII, la población de la ciudad creció a 8829. El crecimiento demográfico se aceleró en el siglo XIX. En 1900, más de 43 000 personas vivían en la ciudad. Para 1939, este número pasó a más de 88 000.
Durante la Segunda Guerra Mundial, la ciudad perdió alrededor del 35 % de sus residentes (30 551 personas). La población se redujo a 57 000 en 1945. Solo cuando se incorporaron varias ciudades el 7 de junio de 1969, se alcanzó nuevamente el nivel anterior a la guerra. Desde el cambio de milenio, la «población oficial» de Tréveris ha sido en su mayoría de poco menos de 100 000 personas según la Oficina Estatal de Estadística de Renania-Palatinado. En 2006, el «umbral de la ciudad» se superó nuevamente después de la introducción de un segundo impuesto a la vivienda. A finales de 2016, Trier tenía más de 110 000 habitantes. A nivel nacional, Tréveris esta por lo tanto, en el puesto 75 entre las principales ciudades de Alemania (a partir de 2016).

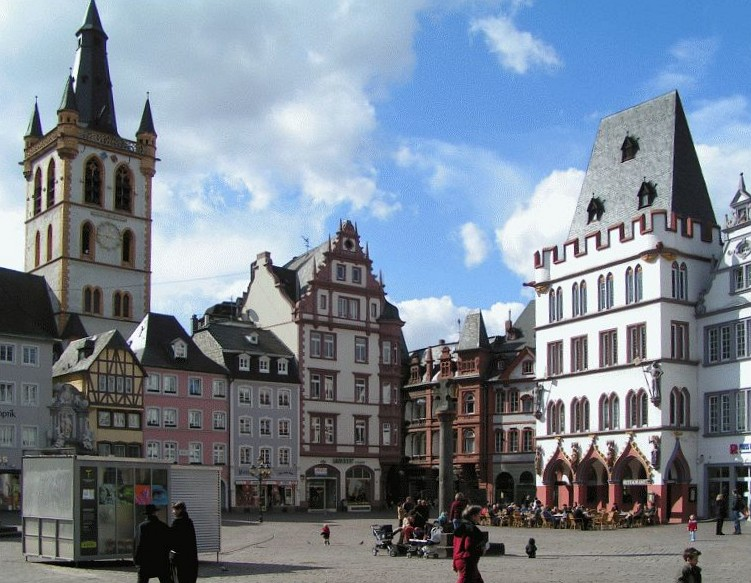
Plaza del Mercado

Las estadísticas de población no incluyen miembros de las fuerzas armadas francesas y sus familias estacionadas en Trier entre 1945 y 1999.

## Economía

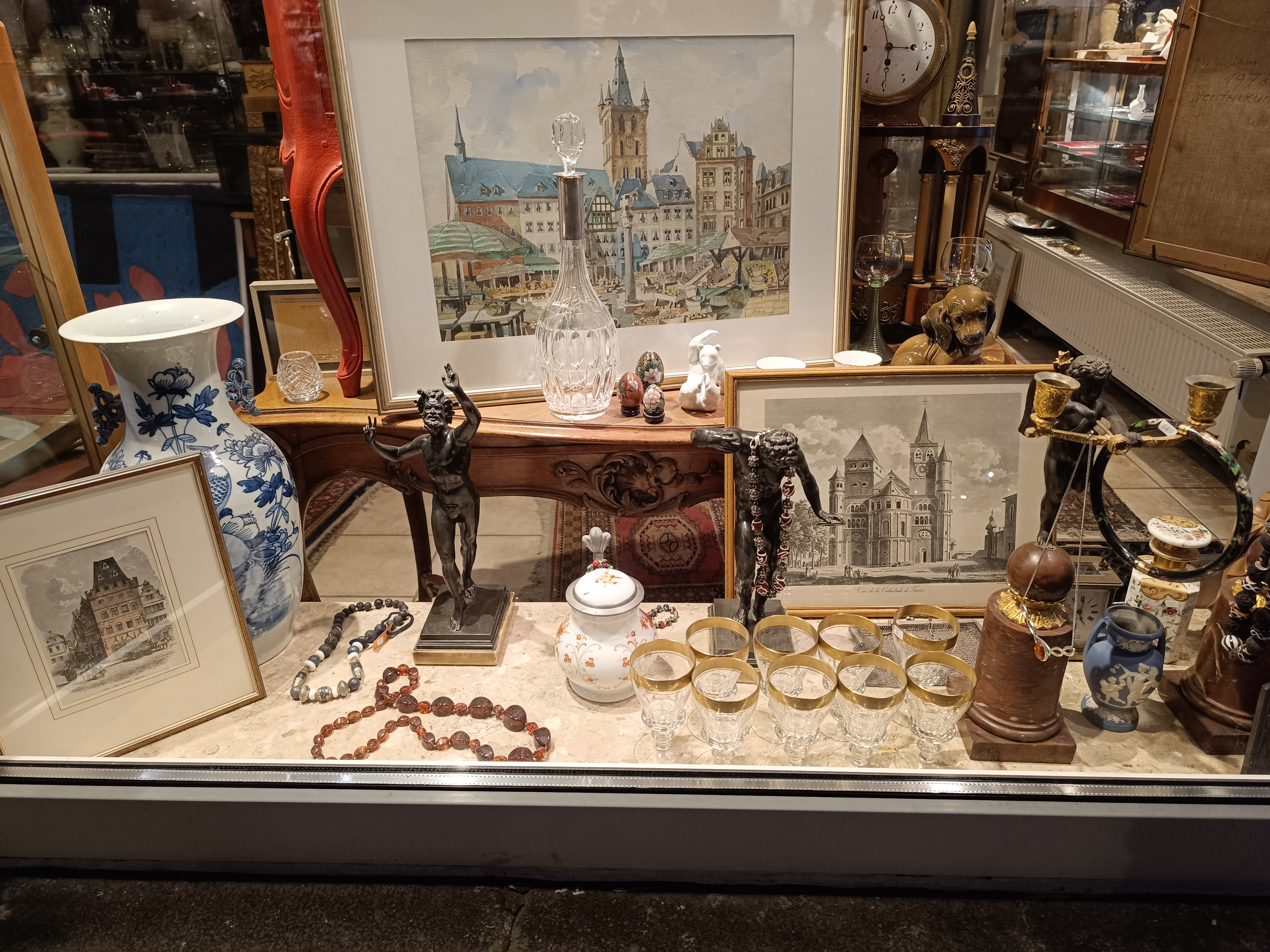
Escaparate de un anticuario.

En 2016, Tréveris generó un producto interior bruto (PIB) de 4.741 millones de euros dentro de sus límites urbanos, lo que la sitúa en el puesto 65 de la clasificación de ciudades alemanas por producción económica. El PIB per cápita en el mismo año fue de 42.142 euros (Renania-Palatinado: 34.118 euros, Alemania 38.180 euros). El PIB por mano de obra asciende a 58.640. En 2016, el PIB de la ciudad creció un 0,3 % en términos nominales, frente al 4,7 % del año anterior. Alrededor de 80.900 personas trabajaban en la ciudad en 2016[92] La tasa de desempleo en diciembre de 2018 era del 4,3 %, ligeramente por encima de la media de Renania-Palatinado del 4,1 % (en el distrito vecino de Tréveris-Saarburg era del 2,5 %).
Para los aproximadamente 150 000 turistas chinos que visitan Tréveris cada año —más que a cualquier otro destino alemán en 2017—, el legado de la ciudad como el lugar de nacimiento de Karl Marx es el principal atractivo.

## Educación

### Universidades
- Universidad de Tréveris, fundada en 1473, cerrada en 1798 y restablecida en 1970 como parte de la Universidad de Tréveris-Kaiserslautern, se independizó en 1975[16]

- Universidad de Ciencias Aplicadas de Tréveris, fundada en 1971 mediante la fusión de varias instituciones predecesoras como departamento de Tréveris de la Universidad de Ciencias Aplicadas de Renania-Palatinado. Independizada en 1996 como Universidad de Ciencias Aplicadas de Tréveris. Rebautizada como Universidad de Ciencias Aplicadas de Tréveris el 12 de septiembre de 2012. Actualmente tiene tres campus en Tréveris, así como en Birkenfeld e Idar-Oberstein.[17]

- Facultad de Teología de Tréveris, universidad independiente desde el punto de vista organizativo en estrecha colaboración con la Universidad de Tréveris (incluido el uso de los locales y servicios de la universidad).[18]

### Academias
Tréveris cuenta con las siguientes academias:
- Academia Europea de Arte de Tréveris. Es un centro de formación artística fundado por Erich Kraemer en 1977.[19]
- Academia Judicial Alemana para el perfeccionamiento suprarregional de jueces y fiscales[20]
- Academia de Derecho Europeo como centro de formación de juristas en Derecho europeo. El objetivo de la Academia de Derecho Europeo (ERA) es promover la comprensión de la legislación de la Unión Europea (UE), impartiendo formación a profesionales del Derecho de Europa y brindándoles un foro de debate e intercambios. Es así que la ERA ofrece conferencias y cursos a diferentes niveles en su centro de Tréveris,[21] que se encuentra cerca de Luxemburgo, la capital judicial de la UE.
- Academia Europea del Deporte de Renania-Palatinado. Es una institución para la formación y el perfeccionamiento de directivos del deporte organizado.

## Cultura
Los vestigios romanos no solo son una atracción para turistas, sino también sirven como lugares para eventos culturales, como los Antikenfestspiele (un festival de teatro y ópera con temas antiguos) o Brot und Spiele (Panem et circenses en alemán), el festival romano más grande de Alemania.

### Patrimonio de la Humanidad de la Unesco

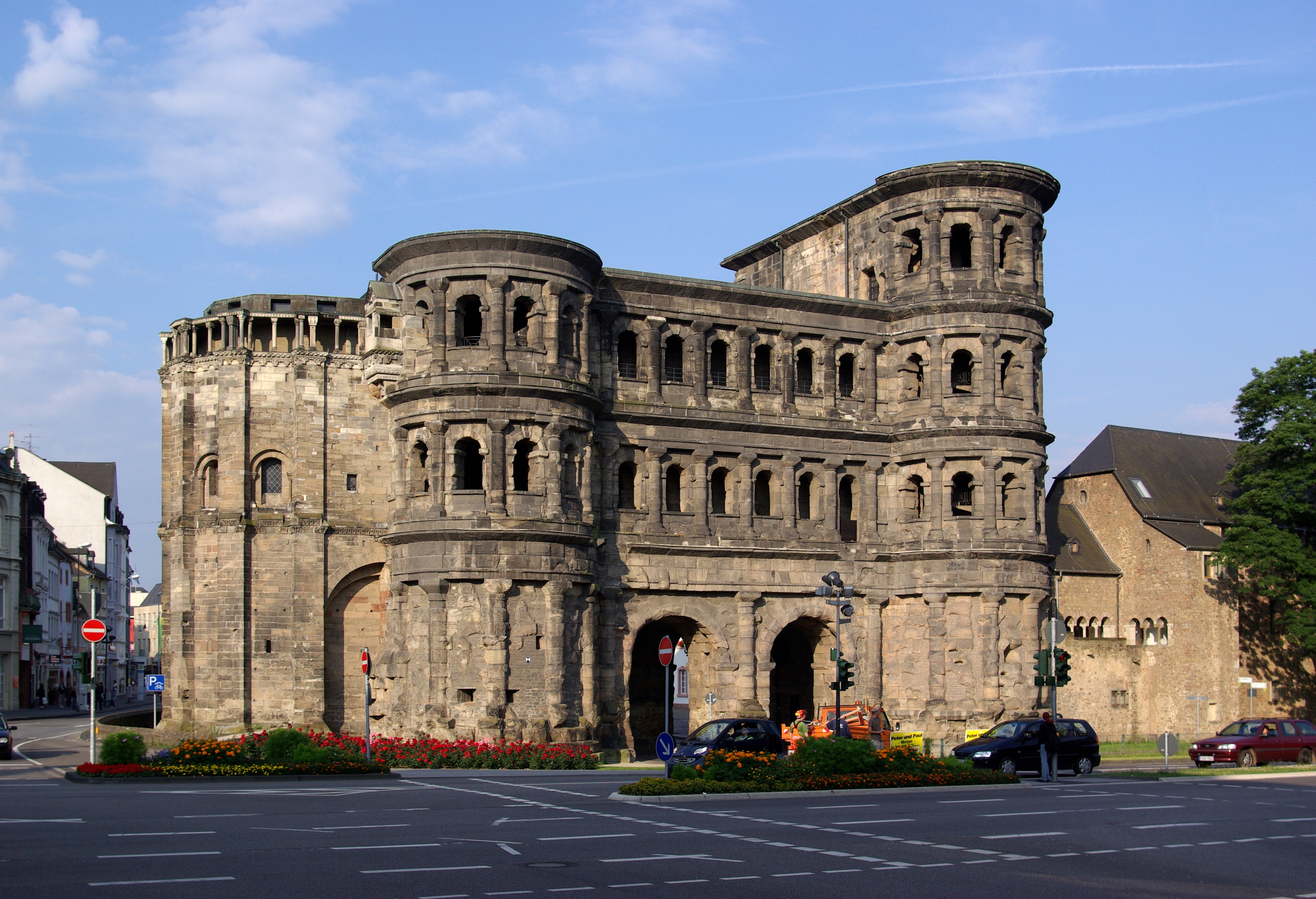
Porta Nigra.

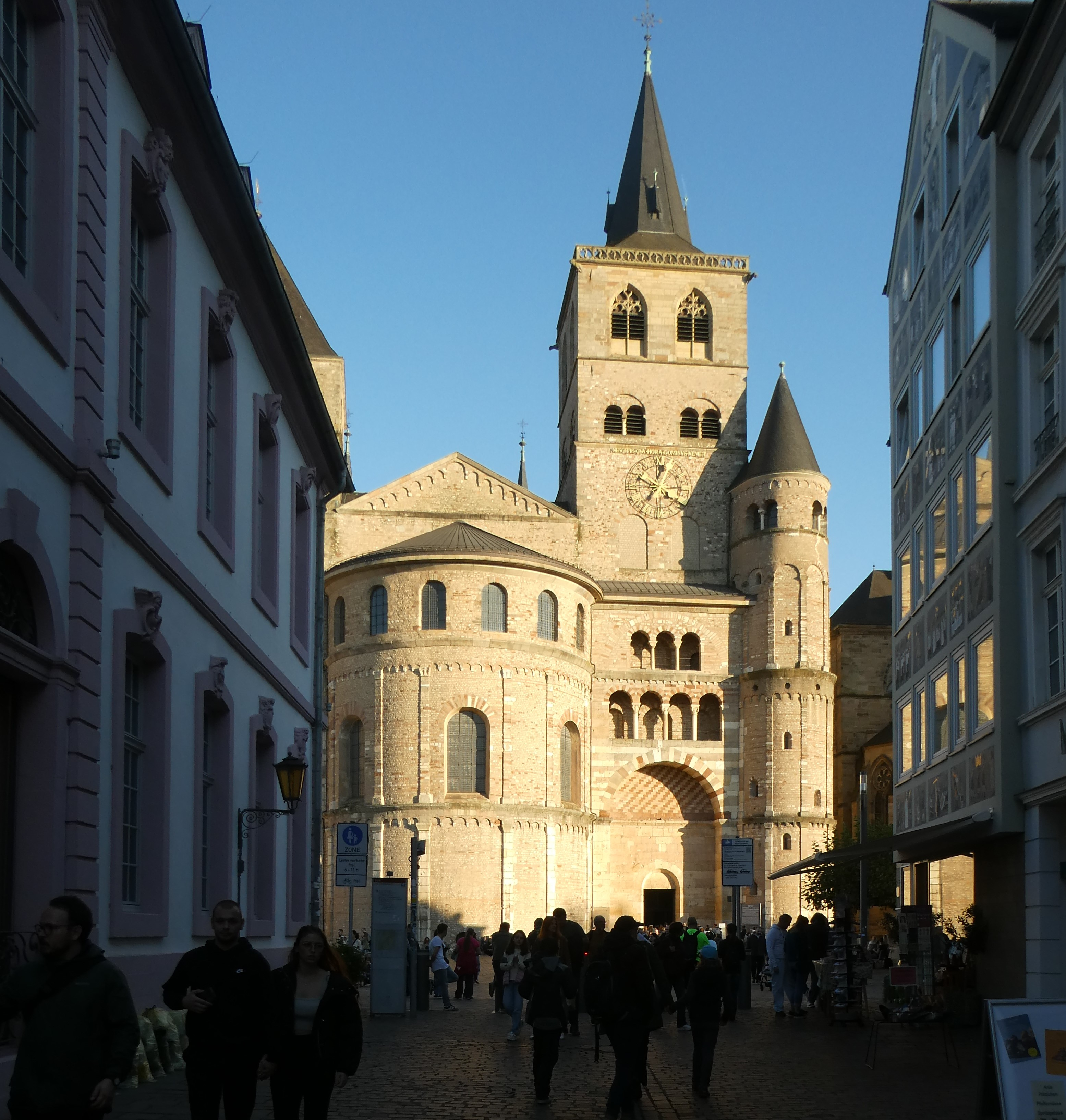
Catedral de San Pedro, desde la calle Estrella (Sternstraße).

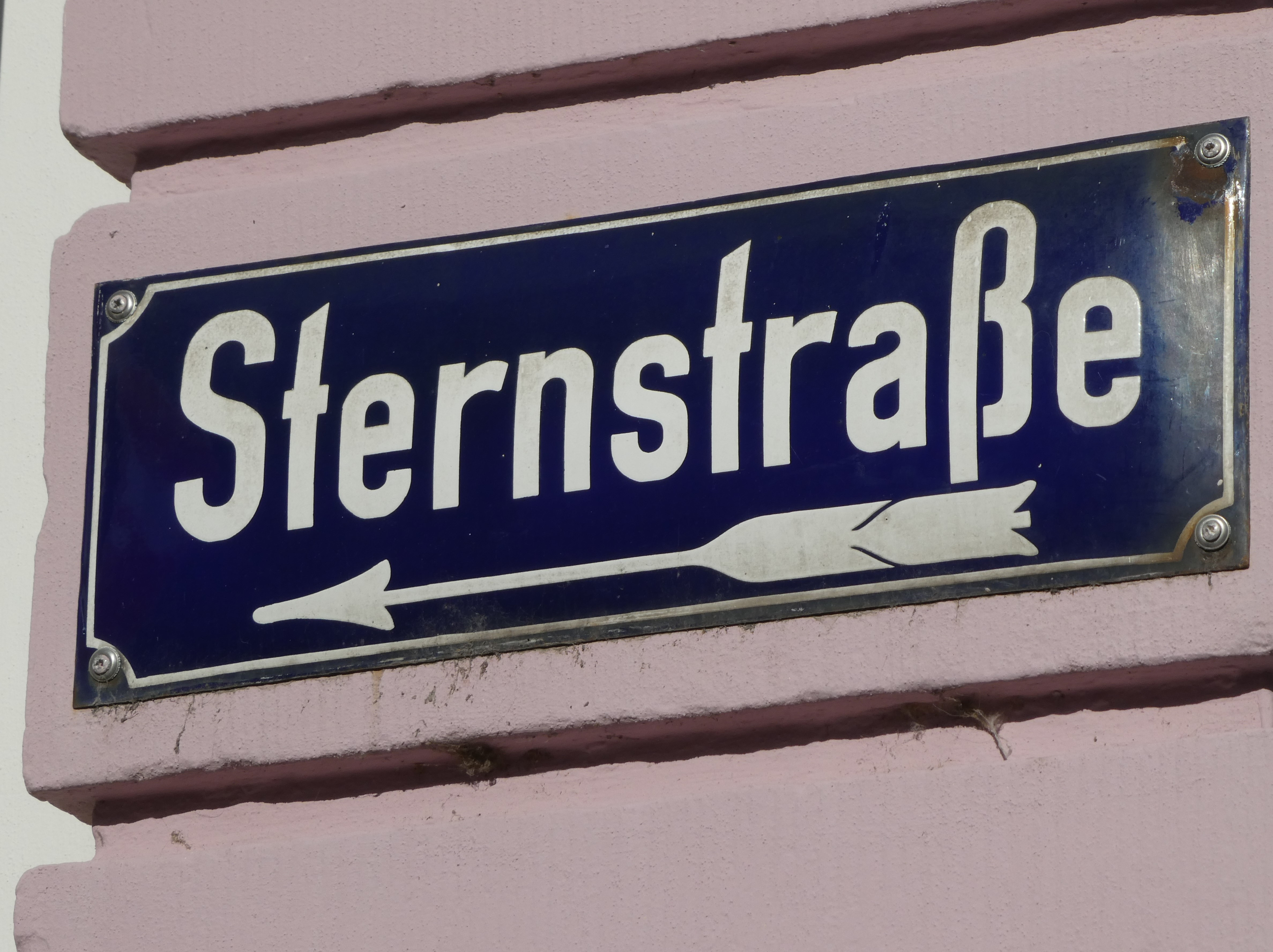
Rótulo de la calle Estrella.

Los monumentos romanos, la catedral de San Pedro y la iglesia de Nuestra Señora en Tréveris fueron declarados Patrimonio de la Humanidad en 1986. Según la página web de la Unesco, Tréveris, que se encuentra a orillas del río Mosela, fue una colonia romana desde el siglo I y luego un gran centro comercial a partir del siglo siguiente. Se convirtió en una de las capitales de la Tetrarquía a finales del siglo III, cuando fue conocida como la «segunda Roma». El número y calidad de los monumentos supervivientes son un testimonio sobresaliente de la civilización romana. Se protegen nueve lugares dentro del conjunto:
- El anfiteatro fue construido en el siglo I cerca de las Termas Imperiales, insertado en parte en la montaña. Construido alrededor del año 100, fue mejorado y ricamente decorado durante los siglos siguientes. Escenario de luchas de gladiadores y de competiciones de animales. (ref. 367-001)[23]
- El puente romano (Römerbrücke en alemán) es un puente sobre el río Mosela, es el puente más antiguo de Alemania. Sus pilastras de piedra datan del siglo II. (ref. 367-002)
- Las termas imperiales construidas a inicios del siglo IV, durante el reinado de Constantino I el Grande, eran el tercer mayor complejo de termas del mundo romano. Las ruinas de las paredes y cimentaciones todavía muestran el diseño original. Los muros del caldarium (sala con piscina de agua caliente) son las mejor preservadas. También alberga el tepidarium (termas templadas), el frigidarium (usado para los baños fríos) y la palestra (área externa para los ejercicios). (ref. 367-003)
- Las termas de Bárbara,un gran complejo de termas romanas (ref. 367-006)
- La Columna de Igel, monumento funerario romano del siglo iii, ubicado en Igel, a 9 km al oeste de Tréveris. (ref. 367-004)
- La Porta Nigra es una puerta erigida en la época romana y es el monumento emblemático de la ciudad. Esta puerta monumental fue construida hacia el año 180 como puerta de entrada septentrional de la ciudad de Augusta Treverorum al país del Trévires. Su nombre procede del color oscuro de la piedra, debida a la pátina de los años. (ref. 367-005)
- La basílica de Constantino (Aula Palatina) es una construcción de ladrillos de planta rectangular, datada en 310. Su origen era una galería cubierta romana, y guarda la más extensa sala que haya llegado a los tiempos modernos desde la Antigüedad clásica. El espacio interior del edificio mide 67 m de largo, 27,5 m de ancho y 30 metros de altura. Presenta un gran ábside semicircular, que albergaba el trono del emperador romano. (ref. 367-007)
- La catedral de San Pedro de Trier es considerada la iglesia más antigua de Alemania. La actual catedral incorpora los restos de una antigua iglesia del siglo IV. El edificio es notable por su extremadamente larga vida que abarca períodos diferentes, cada uno de los cuales aportó algún elemento a su diseño. Sus dimensiones, 112,5 por 41 metros, hacen de ella la estructura eclesiástica más grande de Tréveris. Cuenta con una valiosa reliquia: la Santa Túnica, exhibida por última vez en 2012. (ref. 367-008)
- La iglesia de Nuestra Señora (Liebfrauenkirche), fue construida entre 1235 y 1260. Es uno de los primeros ejemplos de arquitectura gótica alemana. Su planta está basada en la cruz griega, y la torre encima de la cúpula acentúa la intersección de las naves. La portada oeste está ricamente decorada con ornamentos entallados y símbolos iconográficos. En su interior se conservan magníficas reliquias, entre ellas los frescos del siglo XV pintados en doce columnas, que simbolizan a los apóstoles. (ref. 367-009)

### Otros sitios de interés
- La abadía de San Matías, actualmente con la categoría de basílica menor. Sus orígenes se remontan al siglo IV cuando una comunidad cristiana construyó extramuros una pequeña iglesia junto a un cementerio romano. Fue conocida anteriormente como la abadía de San Eucario y cambió su nombre en la Edad Media por San Matías ya que así comenzaron a llamarla los peregrinos que acudían a la tumba de este Apóstol, situada en ella. Hoy en día es el punto final del camino de Matías y lugar importante de paso de varias rutas jacobeas que atraviesan la región.
- El Roscheider Hof Open Air Museum es un museo alemán en la ciudad de Konz (Renania Palatinado) que fue abierto en 1976. Está situado en una colina sobre el valle del Mosela en el barrio Konz-Roscheid.

### Religión
En 2007, Tréveris contaba casi 67 500 católicos, alrededor de 13 600 protestantes, alrededor de 2000 musulmanes y alrededor de 500 judíos. El 31 de diciembre de 2019, el 55,6 % de los residentes son de religión católica, el 11.2 % son protestantes y el 33,2 % no tienen afiliación religiosa. Un año antes (el 31 de diciembre de 2018), el 56,9 % de los residentes eran de religión católica, el 11,6 % eran protestantes y el 31,6 % no tenían afiliación religiosa.

## Deporte
El Rally de Alemania, es una carrera de rally que se disputa principalmente sobre tramos pavimentados en la región de Tréveris.

## Hermanamientos
- Metz (Francia, 1957)
- Gloucester (Reino Unido, 1957)
- Ascoli Piceno (Italia, 1958)
- 's-Hertogenbosch (Países Bajos, 1968)
- Pula (Croacia, 1971)
- Fort Worth (Estados Unidos, 1987)
- Weimar (Alemania, 1990)
- Nagaoka (Japón, 2006)
- Xiamen (China, 2010)